# ارنستو آپاریسیو
ارنستو آپاریسیو (اسپانیایی: Ernesto Aparicio‎؛ زادهٔ ۲۸ دسامبر ۱۹۴۸) بازیکن فوتبال اهل السالوادور بود.
وی همچنین در تیم ملی فوتبال السالوادور بازی کرده‌است.